# جانی لوگان (خواننده)
جانی لوگان (به انگلیسی: Johnny Logan)(زاده ۱۳ می ۱۹۵۴) خوانندهٔ ایرلندی است.
او در سال‌های ۱۹۸۰ و ۱۹۸۷ برنده مسابقه یوروویژن شد.